# Emír

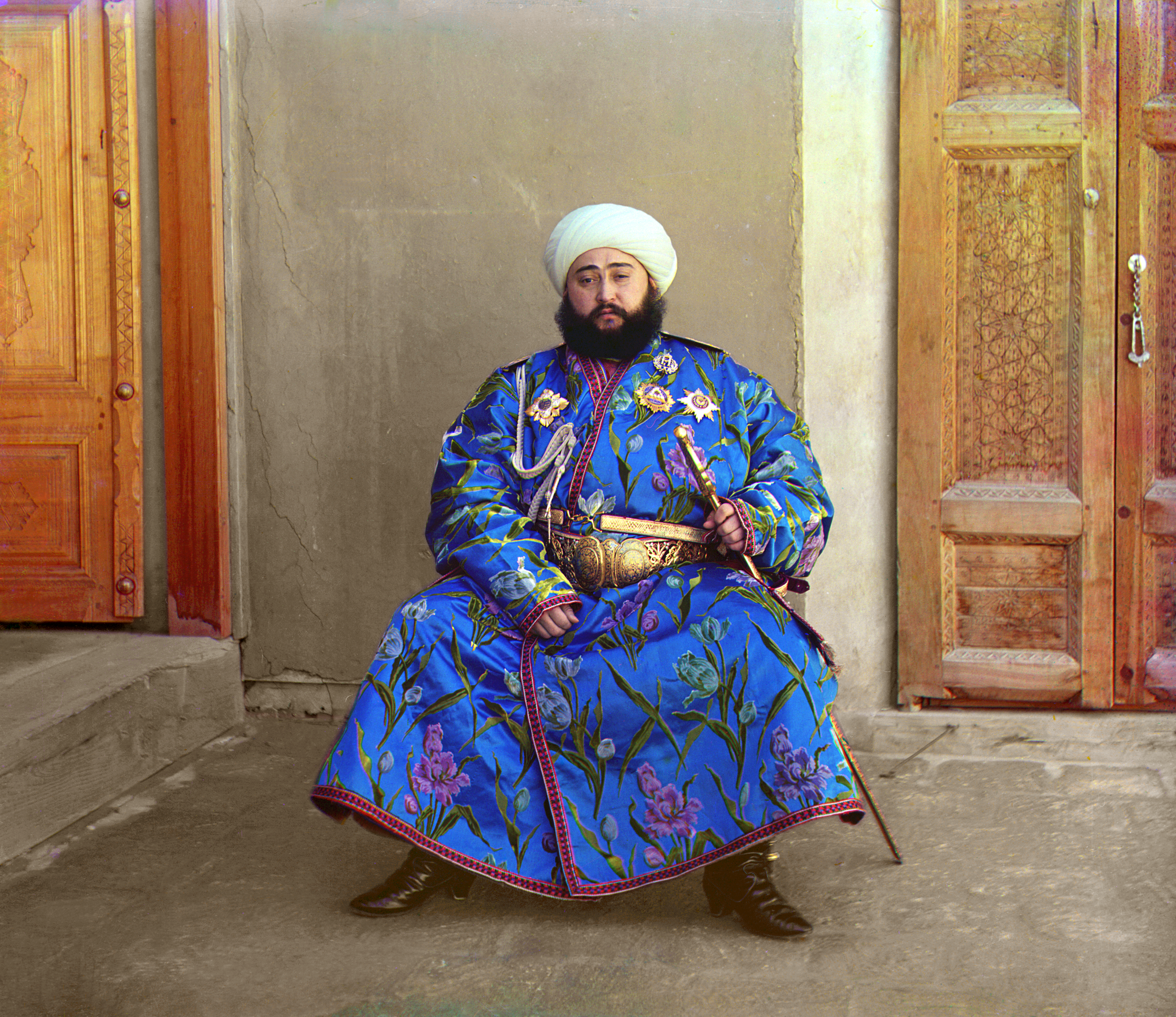
Bucharský emír Mohammed Alim Chán v roce 1911 na snímku Sergeje Prokudina-Gorského

Emír je čestný titul v muslimském světě, který náleží potomkům Mohameda, vysokým vojenským velitelům v zemích Blízkého východu a severní Afriky. Vojenská hodnost admirál pochází z deformovaného amír al-bahr (námořní velitel). Používá se rovněž jako jméno. V islámských státech velitel, princ.
Šlechtický titul emír je hodnostně rovný titulu kníže.